# Vigilia d'amore (film 1928)
Vigilia d'amore (Two Lovers) è un film muto del 1928, diretto da Fred Niblo.

## Trama
Nelle Fiandre, il crudele duca di Azar costringe, per ragioni politiche, la nipote Lenora a sposarsi con Mark Van Rycke, il figlio del Balivo di Gand. Benché lo faccia passare per un matrimonio che dovrebbe cementare i rapporti tra i conquistatori spagnoli e i vinti fiamminghi, in realtà l'unione serve al duca per cercare di scoprire i segreti di Guglielmo d'Orange, il capo dei patrioti. Lenora, persuasa dallo zio, diventa una sua spia. Il suo ex fidanzato, Don Ramón de Linea, comandante delle forze militari spagnole a Gand, viene ucciso da "Faccia di cuoio", il più fedele degli orangisti (in realtà suo marito Mark) e in lei si intensifica l'odio per i fiamminghi.
Alla fine Lenora però si convincerà che la ragione sta dalla parte degli abitanti della regione: si unisce a loro, salva i cospiratori e li aiuta a conquistare la fortezza a guardia di Gand, riunendosi così a suo marito.

## Produzione
Il film fu prodotto da Samuel Goldwyn per la Samuel Goldwyn Company. Fu girato muto con il titolo di lavorazione Leatherface. In seguito, gli vennero aggiunte le musiche e gli effetti sonori, sonorizzandolo con il Western Electric Movietone sound-on-film sound system.

## Distribuzione
Distribuito dalla United Artists, il film fu presentato in prima nel marzo 1928 all'Embassy Theatre di New York, per poi venire distribuito in sala in settembre. Nella lista Balio-UA, viene segnato il 28 agosto 1928 come data di uscita. Sempre nel 1928, il film venne distribuito dalla United Artists Film-Verleih in Germania.
Copie della pellicola - un positivo incompleto in 35 mm privo dei rulli 3,7 e8 e un positivo in 16 mm - sono conservate negli archivi del Museum of Modern Art.

### Data di uscita
IMDb
- USA	23 marzo 1928
- Austria	1929
- Portogallo	24 marzo 1930

Alias
- Two Lovers	USA (titolo originale)
- Die Verschwörer	Austria / Germania
- O Mascarado	Portogallo
- Vigilia d'amore	Italia